# Éthiopie aux Jeux olympiques d'hiver de 2010
La participation de l'Éthiopie aux Jeux olympiques d'hiver de 2010 à Vancouver au Canada, du 12 au 28 février 2010, constitue la deuxième participation du pays à des Jeux olympiques d'hiver. La délégation éthiopienne est représentée par un seul athlète, Robel Zemichael Teklemariam, en ski de fond, qui est également porte-drapeau du pays lors de la cérémonie d'ouverture de ces Jeux.
L'Éthiopie ne remporte aucune médaille durant ces Jeux olympiques, son seul sportif inscrit terminant 93e de son épreuve, le 15 kilomètres libre.

## Délégation
La délégation sportive éthiopienne se compose d'un seul sportif, Robel Zemichael Teklemariam.

## Cérémonies d'ouverture et de clôture

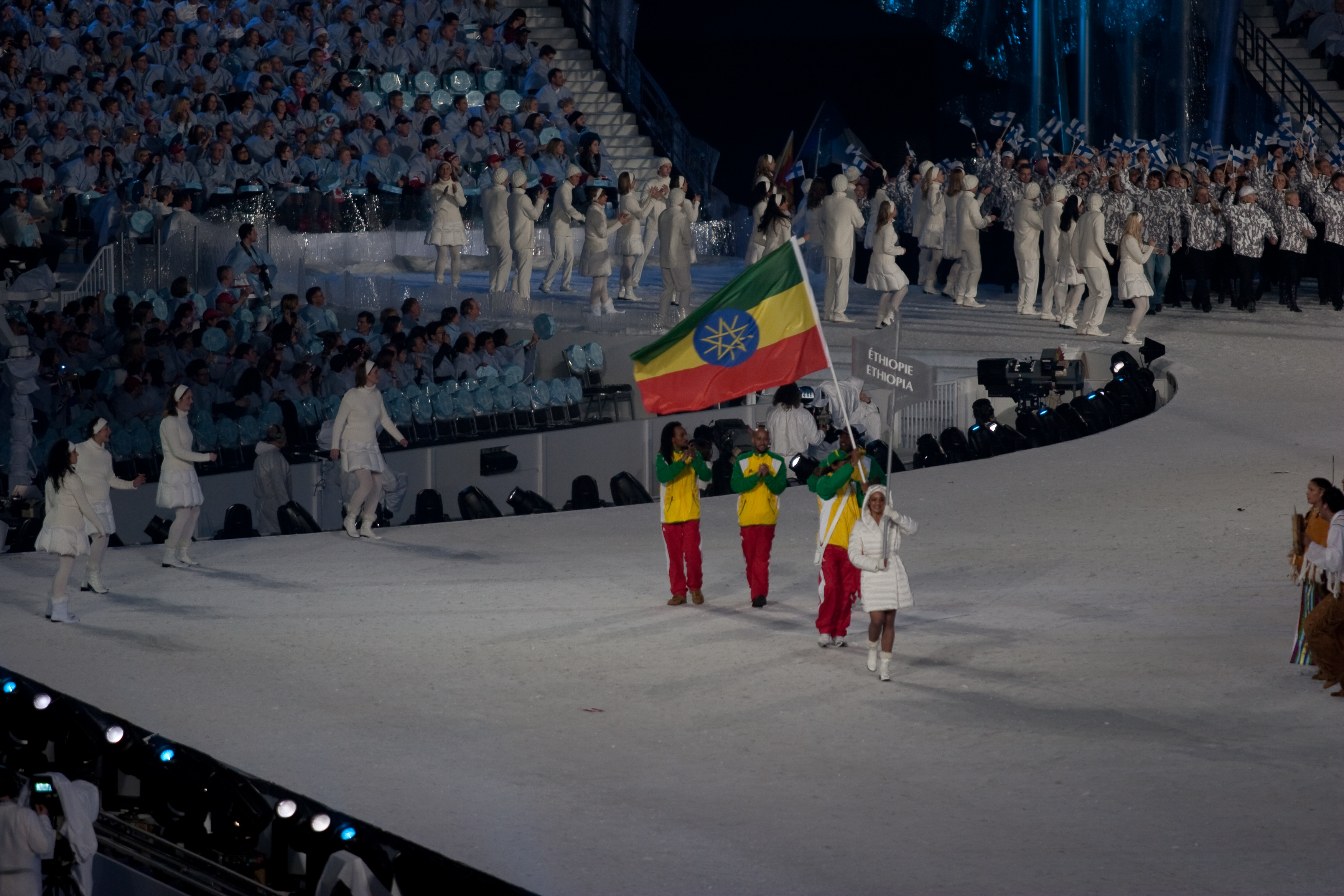
Entrée de la délégation éthiopienne à la Cérémonie d'ouverture.

L'Éthiopie fait partie, avec l'Afrique du Sud, l'Algérie, le Ghana, le Maroc et le Sénégal, des six pays d'Afrique participant à ces Jeux. L'Éthiopie est la 26e des 82 délégations à entrer dans le BC Place Stadium de Vancouver, au cours du défilé des nations durant la cérémonie d'ouverture, après l'Estonie et avant la Népal. Cette cérémonie est dédiée au lugeur géorgien Nodar Kumaritashvili, mort la veille après une sortie de piste durant un entraînement. Le porte-drapeau du pays est le skieur Robel Zemichael Teklemariam.
La cérémonie de clôture a lieu également au BC Place Stadium. Les porte-drapeaux des différentes délégations entrent ensemble dans le stade olympique et forment un cercle autour du chaudron abritant la flamme olympique. Comme lors de la cérémonie d'ouverture, le drapeau éthiopien est porté par Robel Zemichael Teklemariam.

## Ski de fond

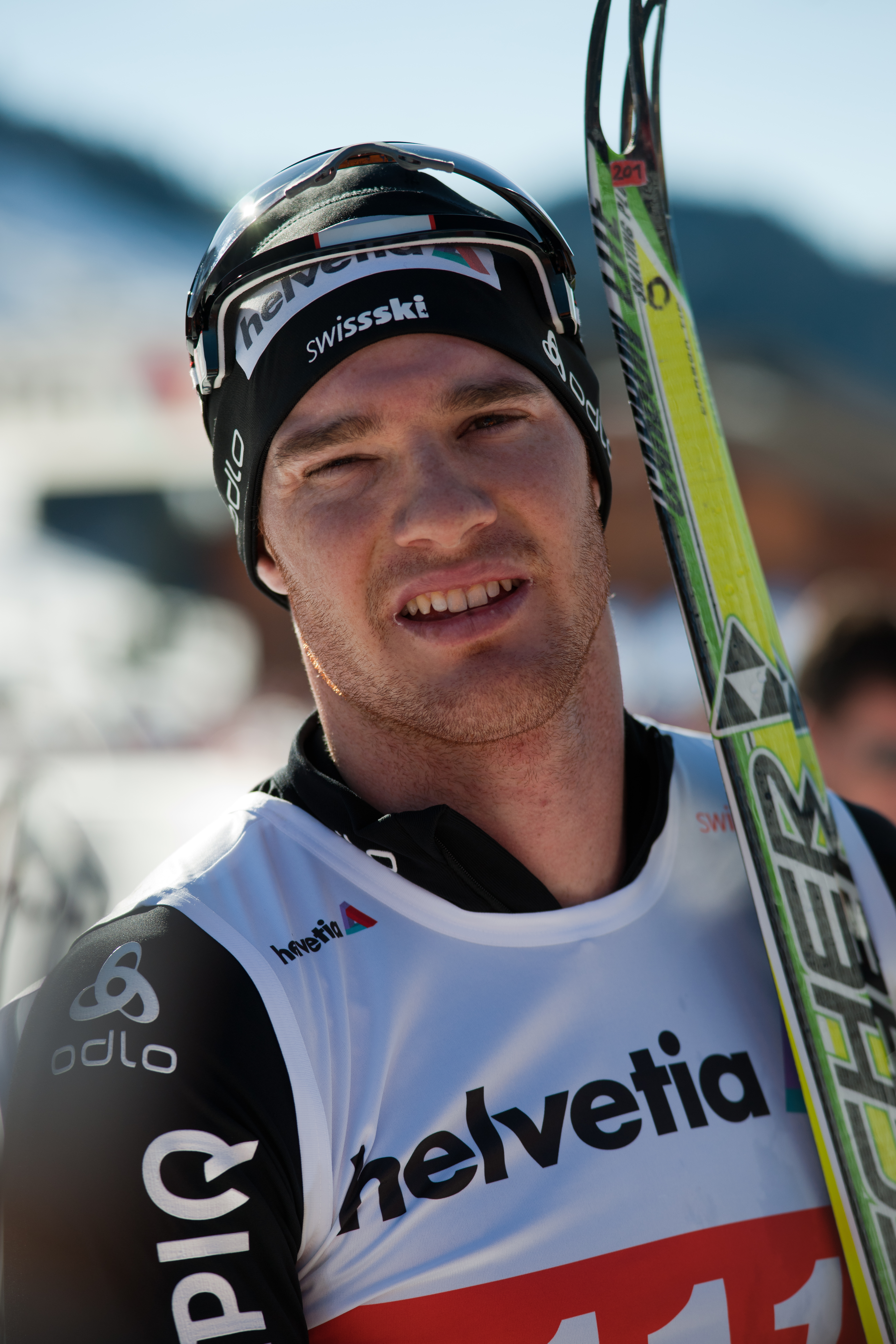
Dario Cologna, vainqueur de l'épreuve de 15 kilomètres à laquelle Teklemariam a participé.

L'Éthiopie aligne son seul représentant lors des épreuves de ski de fond à ces Jeux olympiques. Il s'agit de Robel Zemichael Teklemariam, né le 16 septembre 1974 à Addis-Abeba, la capitale éthiopienne. Âgé de 35 ans, il prend part aux Jeux olympiques pour la deuxième fois après ceux de Turin 2006. Teklemariam dispute l'épreuve du 15 km le 15 février au parc olympique de Whistler.

### Qualification
Trois cent dix places sont attribuables en ski de fond lors des Jeux olympiques de Vancouver dans la limite de vingt athlètes par nation. La période de qualification s'étale entre juillet 2008 et le 25 janvier 2010. Pour se qualifier, les athlètes doivent obtenir un maximum de 100 points de la Fédération internationale de ski (FIS) dans la limite de quatre sportifs par pays en sachant que pour les épreuves de sprint, les athlètes doivent obtenir un maximum de 120 points FIS dans l'épreuve concernée. Si une nation ne réalise pas ce critère, il lui est possible d'obtenir un ticket olympique pour chaque sexe dans les épreuves de sprint ou pour le 10 km féminin et 15 km masculin en participant aux Championnats du monde de ski nordique 2009 et en ne dépassant pas les 300 points FIS dans l'épreuve concernée. Robel Zemichael Teklemariam se qualifie en réussissant les minima de la FIS dans les épreuves de distance. Pour se qualifier, il participe à plusieurs compétitions internationales dont notamment les épreuves d'Ulrichen en Suisse et Ramsau en Autriche lors de la saison 2009-2010, où il est classé respectivement 92e et 45e. Il obtient également la 25e place lors du championnat national suisse à Marbach.

### Résultat
Robel Zemichael Teklemariam s'élance dans l'épreuve du 15 kilomètres avec le dossard no 96. Teklemariam est classé 93e après 4,9 km avec un temps de 14 min 43 s 2 soit un retard de 3 min 48 s sur le premier de la course. Il est toujours 93e avec 11 min 42 s 6 de retard sur le champion olympique suisse Dario Cologna à l'arrivée. Il termine ainsi à l'antépénultième place de la course, derrière le concurrent Népalais Dachhiri Sherpa et devant le Péruvien Roberto Carcelén.
| Athlète                     | Épreuve     | Temps final   | Retard        | Rang |
| --------------------------- | ----------- | ------------- | ------------- | ---- |
| Robel Zemichael Teklemariam | 15 km libre | 45 min 18 s 9 | 11 min 42 s 6 | 93e  |

## Diffusion des Jeux en Éthiopie
Les Jeux olympiques de Vancouver ne sont diffusés par aucune chaîne de télévision nationale. Les Éthiopiens peuvent suivre les épreuves olympiques sur le câble et le satellite sur le réseau de SuperSport.